# Heparozan-N-sulfat-glukuronatna 5-epimeraza
Heparozan--sulfat-glukuronatna 5-epimeraza (EC 5.1.3.17, heparozanska epimeraza, heparosan-N-sulfat-D-glukuronazil 5-epimeraza, C-5 uronozilna epimeraza, poliglukuronatna epimeraza, D-glukuronilna C-5 epimeraza, poli((1,4)-beta--glukuronazil-(1,4)-N-sulfo-alfa--glukozaminil) glukurona-5-epimeraza) je enzim sa sistematskim imenom poli((1->4)-beta--glukuronasil-(1->4)-N-sulfo-alfa--glukozaminil) glukurona-5-epimeraza. Ovaj enzim katalizuje sledeću hemijsku reakciju
heparozan--sulfat D-glukuronat {\displaystyle \rightleftharpoons } heparozan--sulfat L-iduronat
Ovaj enzim deluje na D-glukuronazilne ostatke susedne sa sulfatisanim D-glukozaminskim jedinicama u heparinskom prekurzoru.

## Literatura
- Nicholas C. Price; Lewis Stevens (1999). Fundamentals of Enzymology: The Cell and Molecular Biology of Catalytic Proteins (Third изд.). USA: Oxford University Press. ISBN 019850229X.
- Eric J. Toone (2006). Advances in Enzymology and Related Areas of Molecular Biology, Protein Evolution (Volume 75 изд.). Wiley-Interscience. ISBN 0471205036.
- Branden C; Tooze J. Introduction to Protein Structure. New York, NY: Garland Publishing. ISBN 0-8153-2305-0.
- Irwin H. Segel. Enzyme Kinetics: Behavior and Analysis of Rapid Equilibrium and Steady-State Enzyme Systems (Book 44 изд.). Wiley Classics Library. ISBN 0471303097.

## Spoljašnje veze
- Heparosan-N-sulfate-glucuronate+5-epimerase на 